# Aminata Nar Diop
Aminata Nar Diop, née le 3 janvier 1983 à Rufisque (Sénégal), est une joueuse sénégalaise de basket-ball féminin.

## Biographie
Aminata Nar Diop fréquente durant deux saisons la prestigieuse université américaine de Georgetown. En 2008 et 2009 et 29 rencontres, elle marque 6,1 points (45,4 % d'adresse et 64,5 % aux lancers francs) et capte 5,3 rebonds. La saison suivante, elle marque 8,2 points (50,9 % d'adresse et 64,0 % aux lancers francs) et capte 3,6 rebonds en 25 rencontres. À l'intersaison, elle joue en première division sénégalaise au Clube Universitario Dakar. En 2009-2010, elle dispute 15 rencontres en Suisse avec l'Espérance sportive Pully pour 18,6 points (52,5 % d'adresse aux tirs et 71,4 % aux lancers francs), 12,7 rebonds (seconde du championnat), 1,5 passe décisive, 2,6 interceptions et 1,5 contre par match. En 2010-2011, elle joue en seconde division espagnol à Coelbi Bembibre PDM pour 12,8 points et 7,5 rebonds. À l'été 2011, elle signe en France à Nantes-Rezé, qu'elle rejoint après été couronnée vice-championne d'Afrique avec le Sénagal. À Nantes, ses statistiques en 25 rencontres sont de 10,2 points (49,1 % et 80,6 % aux lancers francs, 7,1 rebonds).
À l'été 2012, elle confirme son engagement, toujours en LFB, mais pour Charleville. Après une saison 2012-2013 à 5,8 points par rencontre, elle s'engage la saison suivante dans la division inférieure à Roche Vendée .
Après la saison 2014-2015, elle prend sa retraite sportive.

## Clubs
- 1999-2003:  Saint-Louis Basket Club
- 2004-2006:  Falcons de Southeastern Illinois (NJCAA)
- 2006-2008:  Hoyas de Georgetown (NCAA)
- 2009-2010:  Espérance sportive Pully (Suisse-LNA)
- 2010-2011:  Coelbi Bembibre PDM (Espagne-LF2)
- 2011-2012:  Nantes-Rezé
- 2012-2013:  Flammes Carolo basket
- 2013-2015:  Roche Vendée Basket Club (Ligue 2)

## Palmarès
Nantes-Rezé Basket (2011-2012)
- Vainqueur du Challenge Round LFB en 2012
- Espérance Sportive Pully,  All defensive Team

Georgetown Varsity Basketball (2006-2008)
- Capitaine d’équipe (2007-2008)
- 2e meilleure marqueuse de l’équipe 8ppg
- 2e meilleure contreuse d’équipe
- 3e meilleure rebondeuse

Southeastern Illinois College (2004-2006)
- Vices champions d’Afrique espoir en Tunisie (2003)
- Médaille de bronze aux Jeux Africains d’Abuja (2003)

Équipe du Sénégal de basket-ball féminin
- Championne d’Afrique à Antananarivo (Madagascar) (2009)
- Meilleure intérieure du championnat d’Afrique de Madagascar (2009)
- Médaille d'or aux Jeux africains de 2011
- Médaille de bronze au Championnat d'Afrique 2013
- Médaille de bronze aux Jeux africains de 2003